# 日朝首脳会談
日朝首脳会談（にっちょうしゅのうかいだん）は、日本国と朝鮮民主主義人民共和国（北朝鮮）との首脳同士による会談。2002年（平成14年）9月と2004年（平成16年）5月の計2回開かれた。この会談により日本人拉致被害者の5人が帰還した。

## 概要

### 背景
1965年（昭和40年）の日本国と大韓民国との間の基本関係に関する条約（日韓基本条約）により、日本国は大韓民国と国交回復し、また同条約第三条で、韓国を朝鮮半島における唯一の合法的政府と認めた。
しかしながら、かつて朝鮮半島は日本の統治下にあり、戦後及び朝鮮戦争の混乱等から、多数の「在日コリアン」が日本国内に居住していた。正式な国交が無いことにより、在日朝鮮人の帰還事業も、日本赤十字社と朝鮮赤十字会によって行われた。一方、これを逆手に、在日朝鮮人の関与した陸英修暗殺事件や李善実によるスパイ活動、そして北朝鮮による日本人拉致問題等の国家的な犯罪（テロ）行為が、日本国内及び日本国民に対し行われてきた。
日本人拉致問題が徐々に明らかなるにつれ、被害者救出に向けた日本国内の世論が形成されていった。他方、日本国内でも北朝鮮を支持・支援する団体や個人も根強く存在した。また同時期から北朝鮮によるミサイル発射実験が顕著となった。
2000年代になっても拉致問題に対する日本政府の動きは鈍重だった。さらに2002年（平成14年）1月に発生した九州南西海域工作船事件や、ジョージ・W・ブッシュ米大統領の『悪の枢軸』発言により、ついに同年4月、国会（衆議院及び参議院）で、「日本人拉致疑惑の早期解決を求める決議」が採択されるに至った。
一方の北朝鮮も、1990年代の飢餓「苦難の行軍」以来の食料・経済難や、2000年（平成12年）の第1回南北首脳会談後、『悪の枢軸』発言による米朝及び南北関係の行き詰まりから、日朝関係に活路を見出そうとした。

### 2度の会談：小泉政権下
2002年（平成14年）9月17日、内閣総理大臣の小泉純一郎（当時）が北朝鮮の平壌を訪問し、日本国の首相として初めて同国を訪問し、国防委員長の金正日と会談した。金正日自ら、日本人拉致を認めるに至った。同年10月15日、拉致被害者のうち5名が日本に帰国を果たす。
1度目の会談で、拉致被害の事実が確定した直後の日本の世論は沸騰し、在日朝鮮人社会も強い衝撃を受けた。「日朝平壌宣言」が合意され、日朝国交正常化交渉が動き出したものの、その後拉致被害者の「死亡」事実や、核・ミサイル問題を巡り、対立は解消されなかった。
2004年（平成16年）5月26日、再び小泉首相が訪朝し、金正日と会談した。「拉致問題」「核、ミサイル問題」について平壌宣言が基礎にあることを確認した。また、北朝鮮国内に残留している、第1回会談で帰国した5名の家族たちの処遇を巡って、最終的に全員が日本に「帰国」することとなった。
2006年（平成18年）、北朝鮮の核実験に端を発し、国連安保理決議第1718号主文12によって同国に経済制裁が行われることとなった。その後の日朝関係の悪化により、国交正常化交渉や首脳会談は途絶えている。

## 第1回日朝首脳会談（2002年9月）

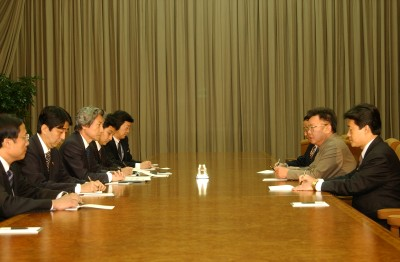
2002年9月、第1回会談

2002年（平成14年）9月17日、平壌の百花園招待所で、日本の内閣総理大臣・小泉純一郎と北朝鮮の事実上の最高指導者である国防委員長・金正日が行った。
会談終了後、会見冒頭で小泉は次のように述べた。
両者は「日朝平壌宣言」に署名し、国交正常化交渉を10月に再開することで合意した。また、小泉首相は、翌9月18日に韓国の金大中大統領に電話連絡をし、会談の事実や概要を報告するとともに、今後も日韓米三国で緊密な連携・協力を行うことを確認しあった。

### 議題

#### 日本人拉致問題
金正日は、小泉首相に対し、以下のように特殊機関の一部が日本人を拉致した事実を認め、謝罪した。
小泉も、記者会見で、金正日から謝罪を受けたことを明らかにした。
そして、処罰したとされるのが、チャン・ボンリムとキム・ソンチョルであった。2人は1998年、職権濫用を含む6件の容疑で裁判にかけられ、チャンは死刑、キムは15年の長期教化刑に処せられたという。
しかし、この2人は対外情報調査部の副部長であって、作戦部副部長ではない。この2人は1997年8月の「調査部事件」で粛清された2人であって拉致問題とはまったく関係がない。また、対外情報調査部は工作船を有しておらず、工作船を用いた拉致事件は労働党作戦部によるものである。したがって、日本人拉致問題の責任を負うべきは、拉致の指示を出した金正日自身以外には、作戦部長だった呉克烈だったはずである
日本側の安否確認に対しては、北朝鮮側は地村保志、浜本富貴恵、蓮池薫、奥土祐木子の4人の生存を明らかにし、横田めぐみ、田口八重子、市川修一、増元るみ子、原敕晁、松木薫、石岡亨、有本恵子の8人を「死亡」と発表した。 さらに、日本側も把握していなかった曽我ひとみの拉致・生存と、横田めぐみの娘の生存も明らかにした。 久米裕、曽我ミヨシについては入国自体を確認できないとした。

#### 核開発疑惑
実際には、その後も核実験やミサイル開発が行われており、同年12月に寧辺核施設を再開を表明すると、翌年1月には核拡散防止条約（NPT）即時脱退を表明する事態となった（北朝鮮の核実験、北朝鮮によるミサイル発射実験等を参照）。

#### 国際関係
同年10月29～30日、クアラルンプールで日朝国交正常化交渉第12回本会談が開催された。同年11月にも日朝安全保障協議（局長級）を開始することで合意を見たが、開催には至っていない。
翌2003年（平成15年）以降六者会合の場が設けられた。

## 第2回日朝首脳会談（2004年5月）

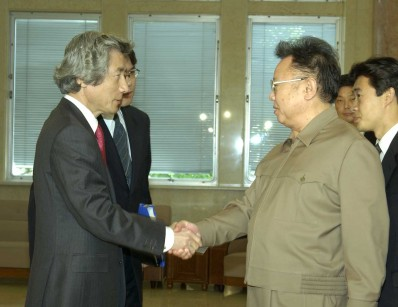
2004年5月、第2回会談

2004年（平成16年）5月22日、平壌の大同江迎賓館で、前回と同じく小泉純一郎と金正日が行った。
会談終了後、会見冒頭で小泉は次のように述べた。

### 議題

#### 日本人拉致問題
北朝鮮に残留する、帰国した拉致被害者5名の家族の日本帰国について議題となった。
このように、家族の日本帰国は地村家と蓮池家の家族5人の帰国が認められ、曽我家の家族は後日第三国にて話し合うことになった。同年7月9日、曽我一家は第3国のインドネシアで再開し、最終的に7月18日、曽我ひとみの夫と娘2人が日本へ「帰国」した。
「死亡」・「不明」の10人について、北朝鮮側がから再調査の約束を取り付けたが、拉致被害者家族会では「もうすでに北朝鮮は十分な資料を持っているはず」とし、今回の小泉総理の訪朝の成果を強く批判した。

#### 核、ミサイル開発
日本は、結局、同年6月「北朝鮮経済制裁二法」である特定船舶の入港の禁止に関する特別措置法や外国為替及び外国貿易法改正を成立させた。

### その他
第2回会談に関連し、小泉訪朝における空白の10分間事件とする、デマ事件が発生した。